# Bactrocera rubigina
Bactrocera rubigina är en tvåvingeart som först beskrevs av Wang och Zhao 1989.  Bactrocera rubigina ingår i släktet Bactrocera och familjen borrflugor. Inga underarter finns listade.